# Евангелическая лютеранская церковь Литвы

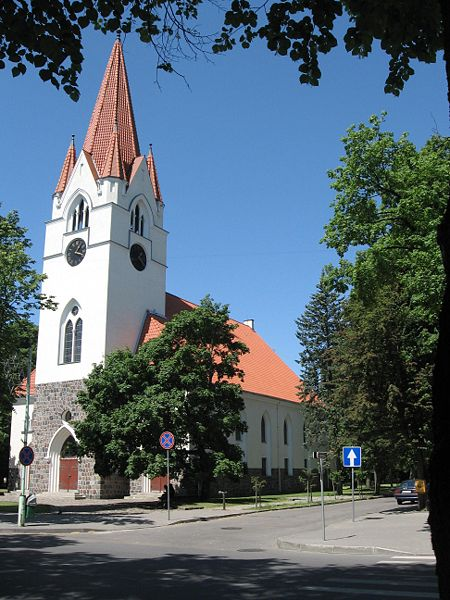
Кирха в Шилуте

Евангелическая лютеранская церковь Литвы (лит. Lietuvos Evangelikų Liuteronų Bažnyčia) — лютеранская община Литвы, насчитывающая 19 тысяч верующих. С 1976 возглавляется епископом.

## История
С 1783 по 1830 существовала национальная лютеранская церковь Литовского княжества.
В 1919 году лютеранские приходы Литвы объединены под властью национальной консистории. Однако до 1925 года языком её корреспонденции был немецкий. В 1925–1936 годах в Литовском универститете в Каунасе был действовал факультет евангелического богословия. Факультет был закрыт из-за недостаточного количества студентов. К концу Второй мировой войны в Литве было 25 тысяч лютеран.